# Coleophora helichrysiella
Coleophora helichrysiella là một loài bướm đêm thuộc họ Coleophoridae. Nó được tìm thấy ở châu Âu phía nam line running from Pháp to the Republic of Macedonia và România.
Ấu trùng ăn Helichrysum italicum and Helichrysum stoechas. ==Chú thích==
1. ↑  "Fauna Europaea". Bản gốc lưu trữ ngày 13 tháng 10 năm 2012. Truy cập ngày 7 tháng 5 năm 2011.
2. ↑  "bladmineerders.nl". Bản gốc lưu trữ ngày 22 tháng 9 năm 2012. Truy cập ngày 7 tháng 5 năm 2011.